# Remo
Remo (Remu) je pleme američkih Indijanaca nastanjeno između rijeka Tapiche i Calleria u Peruu (regija Ucayali) i susjednom području brazilske države Acre (río Môa). Jezik ovog plemena je izumro a pripadao je porodici panoan. Po Masonu (1950) bili su srodni plemenima Capanawa, Maspo, Nucuini, Niarawa i Puyamanawa. Ogranak i dijalekt: Sacuia ili Sakuya je iz Acre.